# Premiata Forneria Marconi

Premiata Forneria Marconi („Brutăria premiată a lui Marconi”) este o formație de rock progresiv din Italia. 
Au fost prima formație rock italiană care au avut succes și dincolo de granițele țării proprii. Între 1973 și 1977 au scos 5 albume cu versuri în engleză pentru piața internațională. Au participat la mai multe festivaluri rock- printre care cel de la Reading, Anglia- au efectuat turnee în Europa și în SUA, și au fost invitați la stații majore de TV din SUA.

## Discografie

### Albume de studio
- Storia di un minuto (1972)
- Per un amico (1972)
- L'isola di niente (1974)
- Chocolate kings (1975)
- Jet lag (1977)
- Passpartù (1978)
- Suonare suonare (1980)
- Come ti va in riva alla città (1981)
- P.F.M.? P.F.M.! (1984)
- Miss Baker (1987)
- Ulisse (1997)
- Serendipity (2000)
- Dracula (2005)
- Stati di immaginazione (2006)
- A.D. 2010 - La buona novella (2010)
- PFM in Classic – Da Mozart a Celebration (2013)
- Emotional Tattoos (2017)
- I Dreamed of Electric Sheep - Ho sognato pecore elettriche (2021)

### Versiuni engleze
- Photos of Ghosts (1973 - versiunea albumului Per un amico)
- The World Became the World (1974 - versiunea albumului L'isola di niente)

### Albume din concert
- Live in USA (1974, aka Cook)
- In Concerto - Arrangiamenti PFM (1979) (cu Fabrizio De André)
- In Concerto - Arrangiamenti PFM, Vol 2 (1980) (cu Fabrizio De André)
- Performance (1981)
- www.pfmpfm.it]] (1998)
- Live in Japan 2002 (2002)
- Piazza del Campo (2005)